# Internationale Mathematik- und Logikspielemeisterschaft
Die Internationalen Mathematik- und Logikspielmeisterschaften sind ein seit 1986 jährlich durchgeführter Mathematik- und Logikwettbewerb.

## Geschichte
Entstanden ist der Wettbewerb in Frankreich, traditionell nehmen denn vor allem auch Rätselfreunde aus der frankophonen Welt teil. In der Deutschschweiz werden die Ausscheidungen seit der 22. Ausgabe (2007/08) durchgeführt.

## Teilnehmer
Der Wettbewerb richtet sich an ein breites Publikum und wird in acht verschiedenen Kategorien abgehalten. Sechs davon sind Schüler- und Studentenkategorien; Erwachsenen können in den Kategorien Grand Public (einfachere Stufe) oder Haute Compétition (höchste Stufe) teilnehmen. Die für die Lösung der Aufgaben erforderlichen Konzepte sind meistens elementar; gefragt ist nicht hohe mathematisch Wissenschaft, sondern logisches Denken.

## Ablauf
Die Durchführung erfolgt in vier Phasen. Die Ausscheidungsphase bzw. die Viertelfinale wird in zwei Modalitäten abgehalten. Schüler nehmen im Rahmen ihrer Schule teil. Für Studenten Erwachsene und Schüler von Schulen, die nicht teilnehmen, wird eine andere Aufgabenserie publiziert, die individuell gelöst und eingeschickt werden kann. Die Halbfinale werden für die qualifizierten Teilnehmer im März an verschiedenen lokalen Zentren durchgeführt. In der Deutschschweiz findet er an der ETH Zürich statt. Danach folgen die regionalen Finals im Mai. Das Schweizer Finale wird in Lausanne abgehalten. Die besten Teilnehmer aller Länder können im Sommer im internationalen Finale um den Sieg in der jeweiligen Kategorie knobeln.
Lokaler Organisator des Wettbewerbs in der Schweiz für die regionalen Phasen ist der Schweizerische Mathematikspieleverband (SMASV) (franz. Fédération Suisse des Jeux Mathématiques [FSJM]). Das internationale Finale in Paris wird vom Comité International des Jeux Mathématique (CIJM) organisiert.